# Alfred Yi Cho
Alfred Yi Cho (em chinês:  卓以和; Pequim, 10 de julho de 1937) é um engenheiro eletrônico chinês.